# 穆拉韋伊尼克 (格尼奇斯克區)
46°19′40″N 34°48′33″E / 46.32778°N 34.80917°E
穆拉韋伊尼克（烏克蘭語：Муравейник）是位於烏克蘭南部的村莊，由赫爾松州海尼切斯克區的海尼切斯克市镇負責管轄。該村始建於1925年，面積14.6平方公里，海拔高度16米，2001年人口92，人口密度每平方公里6.3人。